# Жак-Арсен д'Арсонваль
Жак-Арсен д'Арсонваль (фр. Jacques-Arsène d'Arsonval; нар. 8 червня 1851  — †31 грудня 1940)  — французький фізик та фізіолог, член Французької АН.